# Temistocle Zona
Temistocle Zona (Porto Tolle, 7 maggio 1848 – Palermo, 2 maggio 1910) è stato un astronomo italiano.

## Biografia
Laureatosi in architettura all'Università di Padova, fu assistente volontario presso l'Osservatorio di quella città dal 1868 al 1871. Nell'ottobre 1880 fu chiamato dall'allora direttore dell'Osservatorio di Palermo, Gaetano Cacciatore, a ricoprire il posto di secondo astronomo aggiunto; nel 1890 divenne primo astronomo aggiunto e, dall'anno successivo, direttore dell'Osservatorio, incarico che mantenne sino al 1898. Insegnò all'Università di Palermo dal febbraio 1882. Il 15 novembre 1890 scoprì la cometa C/1890 V1 Zona.
Ha lasciato circa sessanta lavori, inerenti prevalentemente osservazioni di comete, di eclissi di luna e di meteore. Partecipò inoltre ai lavori della Reale Commissione Geodetica.
Nel 1891 gli fu assegnata la quinta Medaglia Donohoe . 
La figlia Eva sposò Adolfo Omodeo.